# The Diving Board
| 전문가 평가       | 전문가 평가 |
| 총 점수           | 총 점수     |
| 출처              | 점수        |
| ----------------- | ----------- |
| 메타크리틱        | 71/100      |
| 평가 점수         |             |
| 출처              | 점수        |
| Allmusic          | [ 2 ]       |
| The Guardian      | [ 3 ]       |
| The Independent   | [ 4 ]       |
| Los Angeles Times | [ 5 ]       |
| Rolling Stone     | [ 6 ]       |

《The Diving Board》는 영국의 음악가 엘튼 존의 서른두 번째 스튜디오 음반이다. 이 음반은 그의 1979년 《Victim of Love》 이후로 정규 밴드 일원들이 참여하지 않은 두 번째 스튜디오 음반이다. 2013년 9월 13일, 영국에서 발매된 이 음반은 영국 음반 차트 3위에 올랐으며, 2001년 《Songs from the West Coast》 이후 영국에서 처음으로 5위권 진입한 음반이 되었다. 빌보드 200에서 4위에 올랐으며, 1976년 《Blue Moves》 이후 미국에서 5위권 진입한 솔로 음반이 되었다. 하지만 미국에서는 불과 8주 뒤에 차트에서 벗어났다.
이 음반의 리드 싱글인 〈Home Again〉은 2013년 6월 24일에 발매되었다. 2013년 8월 28일, 유튜브에서 후속 싱글 〈Mexican Vacation (Kids in the Candlelight)〉 영상이 공개됐다.

## 제작
이 음반은 엘튼 존과 버니 토핀이 작곡하고 《The Union》의 프로듀서 T 본 버넷이 로스앤젤레스에서 프로듀싱했다. 버넷은 존에게 어린 시절의 피아노, 베이스, 드럼 형식으로 돌아가자고 제안했고, 그 결과는 "오랜만에 제가 만든 솔로 음반 중 가장 흥미진진한 곡"이라고 존은 말한다. 《The Diving Board》는 처음 이틀 만에 작성되었다.
음반 발매일이 연기되었다. 원래 이 음반은 2012년 가을에 발매될 예정이었지만, 홍보 목적으로 2013년 2월에 발매될 것이라는 사실이 토핀의 웹사이트를 통해 밝혀졌다. 나중에 다시 발매가 연기되었다.
2012년 9월 28일, 《롤링 스톤》에서 존이 음반의 밸런스에 불만을 품고 음반을 위해 더 많은 신곡을 쓰기 시작했다는 사실이 밝혀졌다. 그는 많은 곡들이 테마가 있다고 믿었고, 오랫동안 프로젝트에 참여한 후 더 많은 곡을 쓰고 싶다고 생각했다.

## 곡 목록
모든 곡들은 엘튼 존과 버니 토핀에 의해 작사/작곡하였다.
| #   | 제목                                           | 재생 시간 |
| --- | ---------------------------------------------- | --------- |
| 1.  | 〈Oceans Away〉                                | 3:58      |
| 2.  | 〈Oscar Wilde Gets Out〉                       | 4:35      |
| 3.  | 〈A Town Called Jubilee〉                      | 4:30      |
| 4.  | 〈The Ballad of Blind Tom〉                    | 4:12      |
| 5.  | 〈Dream #1 (기악)〉                            | 0:40      |
| 6.  | 〈My Quicksand〉                               | 4:47      |
| 7.  | 〈Can't Stay Alone Tonight〉                   | 4:48      |
| 8.  | 〈Voyeur〉                                     | 4:16      |
| 9.  | 〈Home Again〉                                 | 5:01      |
| 10. | 〈Take This Dirty Water〉                      | 4:25      |
| 11. | 〈Dream #2 (기악)〉                            | 0:43      |
| 12. | 〈The New Fever Waltz〉                        | 4:38      |
| 13. | 〈Mexican Vacation (Kids in the Candlelight)〉 | 3:34      |
| 14. | 〈Dream #3 (기악)〉                            | 1:37      |
| 15. | 〈The Diving Board〉                           | 5:59      |

## 인증
| 국가                       | 인증 | 판매량/출하량 |
| -------------------------- | ---- | ------------- |
| 영국 (BPI)                 | 실버 | 60,000*       |
| *판매량을 기반으로 한 인증 |      |               |